# بنفسج أهلب الساق
بنفسج أهلب الساق (الاسم العلمي:Viola hirtipes) هو نوع من النباتات يتبع جنس البنفسج من فصيلة البنفسجية.